# Великоніг мікронезійський
Великоніг мікронезійський (Megapodius laperouse) — вид куроподібних птахів родини великоногових (Megapodiidae).

## Назва
Вид названо на честь французького мандрівника Жан-Франсуа Лаперуза (1741—1788).

## Поширення
Вид поширений на островах Палау та Маріанських островах. На Палау найбільша популяція знаходиться на атолі Каянгел (близько 500 птахів). Менші популяції трапляються на островах Пелеліу, Бабелдаоб та Ангаур. На Маріанських островах трапляється на островах Саріган, Асунсьйон, Агріган, Паган, Агіхан, Аламаган, можливо ще живе на Сайпані та Тініані, але точно зник на Гуамі та Роті. Живе у вологих лісах з підліском з чагарників.

## Опис
Один з найменших представників родини. Тіло завдовжки до 38 см. Оперення темно-коричневого, майже чорного відтінку. Голова світліша за решту тіла, дзьоб жовтий. На лиці, крізь рідкісне оперення, помітно червону шкіру. У нього дуже міцні ніжки, які також мають жовтий колір.

## Спосіб життя
Живе у підліску. Всеїдний птах, живиться комахами, ягодами, насінням, корінням. З настанням мусонних дощів, самиця будує курган з вулканічного ґрунту, рослинних решток та піску. У курган відкладає до 10 яєць. Інкубація триває до 2 місяців.

## Підвиди
- M. l. senex (Hartlaub, 1868) — Палау
- M. l. laperouse (Gaimard, 1823) — Маріанські острови